# Durenbeliken
Durenbeliken ist ein wüst gefallener Ort in der Nähe Schmallenbergs im nordrhein-westfälischen Hochsauerlandkreis in Deutschland. Seine genaue Lage ist nicht überliefert.
Der Edelherr Johann von Bilstein überließ 1297 dem Kloster Grafschaft im Tausch die Hufen Dreve und Durenheliken, bei Grafschaft gelegen. Diese waren bis dahin als Bilsteiner Freistuhlgut im Besitz der drei in Schmallenberg wohnenden Söhne eines Johann von Latorp. Eine spätere Erwähnung der Hufe ist nicht überliefert. Der Hof hat vermutlich schon 1297 nicht mehr als solcher bestanden.
Der Ort ist wie viele andere Orte im späten Mittelalter dem großen Wüstungsprozess zum Opfer gefallen. Es hat sich dabei wohl um einen schleichenden, langsamen Vorgang gehandelt. Dieser setzte um 1300 ein. Der Untergang dieser stadtnahen Siedlung ist vermutlich mit der Entwicklung des städtischen Mittelpunktes von Schmallenberg verbunden. Ein weiterer Grund waren Pestepidemien und das Bedürfnis der Bewohner, in der Stadt Schutz zu suchen.